# Soeiro da Costa
Soeiro da Costa est un explorateur portugais qui a navigué dans le golfe de Guinée à la fin du XVe siècle,,. On lui attribue la « découverte » de la ville de San-Pédro en Côte d'Ivoire,. Il aurait fait partie des Douze d'Angleterre, un groupe de chevaliers portugais, partis en Angleterre défendre l'honneur de dames de compagnie de la duchesse de Lancastre.